# 宫崎康二
宫崎康二（日语：／ Miyazaki Yasuji，1916年10月15日—1989年12月30日），日本男子游泳运动员。他在1932年洛杉矶夏季奥林匹克运动会中，参加了男子游泳比赛并获得男子4x200米自由泳接力金牌。